# Ивановка (Доманёвский район)
Ивановка (укр. Іванівка) — село в Доманёвском районе Николаевской области Украины.
Население по переписи 2001 года составляло 90 человек. Почтовый индекс — 56462. Телефонный код — 5152.

## Местный совет
56460, Николаевская обл., Доманёвский р-н, с. Сухая Балка, ул. Центральная, 16